# Ba'rin
Baʿrīn (in arabo بعرين‎?) , anche Bi'rin o Ba'rin) è un villaggio della Siria settentrionale, amministrativamente parte del Governatorato di Hama, situato nel passo di Homs, circa 38 chilometri a sud-ovest di Hama.
Secondo il Central Bureau of Statistics (CBS) siriano, Baʿrīn aveva una popolazione di 5.559 abitanti al censimento del 2004.
Baʿrīn è anche la più grande località della nāḥiya (sottodistretto) di Awj che comprende tredici villaggi con una popolazione 33.344 abitanti.
Gli abitanti del villaggio sono prevalentemente alawiti.
Baʿrīn si sviluppa su circa 2.923 ettari tra case, edifici commerciali e terreni agricoli.
Il villaggio è costruito sul fianco della collina sotto la fortezza medievale di Baʿrīn, e si trova lungo la strada principale tra Maṣyāf e Hamā.
La maggior parte degli abitanti sono contadini, mentre il resto lavora nei servizi e nel commercio.
La fonte d'acqua principale del paese è la vicina sorgente di al-Tannūr.

## Storia

### Medioevo
Nei primi anni del XII secolo a Baʿrīn c'era una fortezza dei crociati che essi chiamavano Mons Ferrandus o Montferrand.
Nel 1133 Ponzio di Tripoli si rifugiò a Baʿrīn che, secondo il cronachista Guglielmo di Tiro, fu assediata dall'esercito islamico di Aleppo guidato da Zengi, per breve tempo prima di essere salvata da re Folco di Gerusalemme.
Dopo un tentativo fallito di conquistare Homs, nel luglio 1137 Zengi assediò la fortezza di Baʿrīn; 
lo scopo principale dell'offensiva non era di sferrare un colpo ai crociati, ma piuttosto quello di espandere il regno di Zengi a sud, verso Damasco, governata da una dinastia musulmana rivale, e la vicina Ḥomṣ, che era protetta da Damasco.
Il re Folco di Gerusalemme e Raimondo di Tripoli tentarono di portare soccorso alla fortezza, ma furono fermati dalle forze di Zengi che li impegnarono sui colli attorno a Baʿrīn.
Raimondo fu catturato mentre Folco riuscì a rifugiarsi nella fortezza che Zengi strinse nuovamente d'assedio.
Zengi rifiutò di accettare la capitolazione di Baʿrīn fino alla fine agosto, quando gli giunse la notizia che si stavano avvicinando ulteriori rinforzi crociati provenienti da Gerusalemme e Tripoli. 
I crociati nella fortezza non sapevano dei rinforzi in arrivo.
Fu permesso alla guarnigione assediata di uscire, i prigionieri furono rilasciati e la fortezza strategica di Baʿrīn, che era stata una spina nel fianco per le forze musulmane, cadde sotto il controllo di Zengi.
Nell'estate del 1138 Zengi tentò ancora di conquistare Homs e riuscì a negoziare con successo un accordo con il governante della città, Shihāb al-Dīn Maḥmūd, in base al quale Homs sarebbe stata ceduta a Zengi in cambio del possesso di Baʿrīn e di altre due fortezze nella zona.
Nell'agosto 1142 Raimondo di Tripoli concesse Baʿrīn, insieme a una serie di feudi, ai Cavalieri Ospitalieri;
tuttavia, non vi è alcuna traccia che suggerisca che i Crociati avessero riconquistato la fortezza dai musulmani a quell'epoca, è possibile che i ricavi del distretto di Baʿrīn fossero almeno parzialmente sotto controllo crociato o trattati in questo modo da Tripoli.
Tra maggio e giugno del 1175 l'esercito ayyubide, comandato dal sultano Saladino, conquistò Baʿrīn togliendola al suo governante zengide ʿIzz al-Dīn ibn al-Zaʿfrānī, che non era intestatario di altri feudi.
Nel 1178 Saladino trasferì i feudi di Baʿrīn, Kfartab e Ma'arrat al-Nu'man al suo alleato Shams al-Din ʿAli, della famiglia Banū al-Dāya, come compensazione per la sua forzata rimozione dalla preziosa fortezza di Baalbek. 
Nel 1198 al-Zahir Ghazi, figlio di Saladino ed emiro ayyubide di Aleppo, assegnò Baʿrīn come feudo a al-Mansur ibn Turanshah. 
Tra il 1202 e il 1203 fu stipulato un trattato tra i rivali Ayyubidi  al-Adil I d'Egitto (fratello di Saladino) e al-Ẓāhir, in base al quale al-Manṣūr avrebbe mantenuto il controllo di Baʿrīn e delle vicine cittadine di Hama e Salamiyya.
Nel corso di un conflitto tra governanti ayyubidi, al-Kamil, sultano dell'Egitto, imprigionò l'emiro di Hamā Nasir Kilij-Arslan e lo rilasciò solo quando questi cedette Ḥamā a suo fratello al-Muzaffar Mahmud.
Baʿrīn rimase sotto il controllo di Kilij-Arslan.
Nel 1229 gli Ospitalieri razziarono Baʿrīn in risposta ad un'incursione del sultano ayyubide al-Kamil (successore di al-ʿĀdil) contro la fortezza crociata del Krak des Chevaliers.
Alla fine del 1230 i crociati lanciarono un altro attacco contro Baʿrīn, saccheggiando la cittadina e altri villaggi nelle vicinanze; uomini e donne furono presi prigionieri insieme a un grande gruppo di turkmeni.
Durante l'epoca mamelucca Baʿrīn fu una delle tre principali città amministrative nella niyāba (provincia) di Ḥamāʾ, dopo Ḥamāʾ stessa.
Nel 1301 una grandinata colpì l'area di Baʿrīn.
Nel XIV secolo la città fu visitata dallo storico e geografo siriano ayyubide Abulfeda, che la descrisse come "circondata da sorgenti e giardini, si trova a un giorno di marcia verso ovest e piuttosto a sud di Hamā.
Vicino ci sono i resti di un'antica città chiamata al-Rafaniyyah (Rafanea), molto celebrata nella storia. 
Ḥiṣn (la fortezza) di Baʿrīn fu costruita dagli Ifranj attorno al 480 (1090 circa).
In seguito la presero i musulmani che la tennero per un po' e poi la smantellarono."
Fino al 1496-97 gli immigrati da Baʿrīn a Ḥamāʾ erano costretti a risiedere in un'area specifica ed erano tassati collettivamente; questa pratica finì quando un decreto abolì la tassa collettiva e permise agli immigrati provenienti da Baʿrīn di vivere dove volevano.